# 1934 en sport

Cet article présente les faits marquants de l'année 1934 en sport.

## Automobile
- Le Français Jean Trévoux remporte le Rallye automobile Monte-Carlo sur une Hotchkiss.
- 24 heures du Mans : Alfa Romeo gagne les 24H avec les pilotes Luigi Chinetti et Philippe Etancelin.
- Le comte Carlo Felice Trossi remporte le grand prix de Montreux

## Baseball
- Les Cardinals de Saint-Louis remportent les World Series face aux Detroit Tigers.

## Basket-ball
- Olympique lillois champion de France.

## Cyclisme
- Le Belge Gaston Rebry s’impose sur le Paris-Roubaix.
- 3 juillet - 29 juillet, Tour de France : le Français Antonin Magne s’impose sur le devant l’Italien Giuseppe Martano et le Français Roger Lapébie.
  - Article détaillé : Tour de France 1934
- Le Belge Karel Kaers s’impose sur le Championnat du monde sur route de course en ligne.

## Football
- Arsenal est champion d’Angleterre.
- Les Rangers sont champions d’Écosse.
- 21 avril : les Rangers remportent la Coupe d’Écosse face à St Mirren FC, 5-0.
- 29 avril : la Juventus est championne d’Italie.
- 6 mai : le FC Cette remporte la Coupe de France face au Olympique de Marseille, 2-1.
- 6 mai : le Madrid FC remporte la Coupe d'Espagne en s'imposant 2-1 en finale face au Valence CF.
- 10 mai : à Amsterdam, l'équipe de France s'impose 5-4 face à l'équipe des Pays-Bas. Les Oranges menaient pourtant 3-0 après seulement 12 minutes de jeu.
- 13 mai : le FC Sète champion de France signe le premier doublé coupe/championnat en France.
  - Article détaillé : Championnat de France de football D1 1933-1934
- 13 mai : Admira est champion d'Autriche.
- L'Athletic Bilbao est champion d’Espagne.
- La Royale Union Saint-Gilloise est championne de Belgique de football.
- Ajax Amsterdam est champion des Pays-Bas.
- Servette Genève est champion de Suisse.
- 27 mai : ouverture en Italie de la Coupe du monde de football.
- 10 juin : l'Italie remporte la Coupe du monde de football.
  - Article détaillé : Coupe du monde de football 1934
- 24 juin : Schalke 04 est champion d’Allemagne.
- Article détaillé : 1934 en football

## Football américain
- 9 décembre : New York Giants champion de la National Football League. Article détaillé : Saison NFL 1934.

## Football canadien
- Coupe Grey : Imperials de Sarnia 20, Roughriders de Regina 12.

## Golf
- Le Britannique Henry Cotton remporte le British Open.
- L’Américain Olin Dutra remporte l’US Open.
- L’Américain Paul Ruynan remporte le tournoi de l’USPGA.
- L’Américain Horton Smith remporte la première édition du Masters.

## Hockey sur glace
- Les Black Hawks de Chicago remportent la Coupe Stanley.
- Coupe Magnus : les Rapides de Paris sont champions de France.
- Le Canada remporte le championnat du monde.
- HC Davos champion de Suisse.

## Joute nautique
- Vincent Cianni et Jean Carmassi (dit l'avenir) remportent ex aequo le Grand Prix de la Saint-Louis à Sète.

## Moto
- Bol d'or : le Français Willing gagne sur une Velocette.

## Rugby à XIII
- Création de la Ligue Française de Rugby à Treize.

## Rugby à XV
- L’Angleterre remporte le Tournoi.
- L'Aviron bayonnais est champion de France.
- Les East Midlands champion d’Angleterre des comtés.
- Border et Western Province partagent le titre de champion d’Afrique du Sud des provinces (Currie Cup).

## Tennis
- Tournoi de Roland-Garros :
  - L’Allemand Gottfried von Cramm s’impose en simple hommes.
  - La Britannique Margaret Scriven s’impose en simple femmes.
- Tournoi de Wimbledon :
  - Le Britannique Fred Perry s’impose en simple hommes.
  - La Britannique Dorothy Round s’impose en simple femmes.
- championnat des États-Unis :
  - Le Britannique Fred Perry s’impose en simple hommes.
  - L’Américaine Helen Jacobs s’impose en simple femmes.
- Coupe Davis : l'équipe de Grande-Bretagne bat celle des États-Unis : 4 - 1.

## Naissances
- 8 janvier : Jacques Anquetil, coureur cycliste français, vainqueur à cinq reprises du Tour de France. († 18 novembre 1987).
- 9 janvier : Bart Starr, joueur de football US américain
- 14 janvier : Pierre Darmon, joueur de tennis français
- 20 janvier : Giorgio Bassi, pilote automobile italien.
- 5 février : Hank Aaron, joueur américain de baseball
- 6 février : Barry Magee, athlète néo-zélandais, médaille de bronze du marathon aux Jeux de Rome en 1960.
- 11 février : John Surtees, pilote automobile de Formule 1 et pilote moto britannique, champion du monde de Formule 1 en 1964.
- 12 février : Bill Russell, joueur de basket-ball américain. Vainqueur de 11 titres NBA (record) en 13 ans de carrière, de 1957 à 1969.
- 4 avril : Jean-Louis Buron, footballeur français. († 11 septembre 2005).
- 6 avril : Anton Geesink, judoka néerlandais, champion olympique en toutes catégories aux Jeux de Tokyo en 1964, champion du monde en 1961 et 1965. († 27 avril 2010).
- 4 mai : Joseph Planckaert, coureur cycliste belge. († 22 mai 2007).
- mai : Sékou Touré (football) ivoirien (†2003).
- 14 août : André Boniface, joueur de rugby à XV français.
- 18 août :
  - Roberto Clemente, joueur de baseball portoricain ayant évolué dans les ligues majeures de baseball. († 31 décembre 1972).
  - Billy Consolo, joueur puis entraineur américain de baseball. († 27 mars 2008).
- 30 août : Baloo Gupte, joueur de cricket indien. († 5 juillet 2005).
- 14 septembre : Henri Grange, basketteur français.
- 16 septembre : Elgin Baylor, basketteur américain.
- 2 octobre : Jean Garaialde, golfeur français.
- 17 octobre : Johnny Haynes, footballeur anglais, 71 ans, sélectionné à 56 reprises en équipe d'Angleterre A entre 1954 et 1962. († 18 octobre 2005).
- 2 novembre : Ken Rosewall, joueur de tennis australien.
- 13 novembre : Bob Pellegrini, joueur américain de foot U.S.. Linebacker des Philadelphia Eagles de 1956 à 1961. († 11 avril 2008).
- 12 décembre : Ramón Marsal Ribó, footballeur espagnol, ancien joueur du Real Madrid dans les années 1950. († 22 janvier 2007).
- 27 décembre : Larissa Latynina, gymnaste russe.

## Décès
- 6 janvier : Herbert Chapman, entraîneur de football anglais.